# Lukavica (gmina Čelić)
Lukavica – wieś w Bośni i Hercegowinie, w Federacji Bośni i Hercegowiny, w kantonie tuzlańskim, w gminie Čelić. W 2013 roku liczyła 89 mieszkańców, z czego większość stanowili Serbowie.